# Forum (sastav)
Forum je zadarski glazbeni sastav osnovan 1985.
Izvornu postavu činili su Rikardo Perković (gitare), Jere Masnov i Davor Pekota (vokali), Ivan Ivić (klavijature), Renato Švorinić (bas) te Ozren Brajković (bubnjevi). Sastav je od početaka karakterističan po dva frontmena i tri udarna vokala te višeglasnom pjevanju.

## Studijski albumi
- International Dance Party vol I (1988.) (obrade stranih hitova)
- International Dance Party vol II (1989.) (obrade stranih hitova)
- Sjećanja (1993.) (obrade domaćih hitova)
- Sjene ljubavi (1995.) (autorski album)
- Big International Dance Party (2001.) (obrade stranih hitova)
- Tvoja pjesma (2000.) (autorski album)